# Lista de membros titulares da Academia Brasileira de Ciências empossados em 2013
Esta lista contém os nomes dos membros titulares da Academia Brasileira de Ciências empossados em 2013.
| Imagem | Nome                           | Datas de nascimento e falecimento | Local de nascimento | Área de especialização | Alma mater                                | Data de posse      | Conhecido por | Referências       |
| ------ | ------------------------------ | --------------------------------- | ------------------- | ---------------------- | ----------------------------------------- | ------------------ | --- | ----------------- |
|        | Alexandre Nolasco de Carvalho  | 07 de outubro de 1961             |                     | Ciências Matemáticas   | USP                                       | 07 de maio de 2013 | | [ 2 ]             |
|        | Anita Jocelyne Marsaioli       | 05 de outubro de 1946             |                     | Ciências Químicas      | UFPR                                      | 07 de maio de 2013 | | [ 3 ]             |
|        | Antonio Luiz Braga             | 19 de maio de 1958                | Herculândia, SP     | Ciências Químicas      | UFSCar                                    | 07 de maio de 2013 | Foi orientador por João Valdir Comasseto | [ 4 ]             |
|        | Artur Avila Cordeiro de Melo   | 29 de junho de 1979               | Rio de Janeiro, RJ  | Ciências Matemáticas   | UFRJ                                      | 07 de maio de 2013 | Foi orientado por Elon Lages Lima e Welington de Melo. Recebeu o Grande Prêmio Jacques Herbrand da Academia de Ciências da França (2009). Foi primeiro latino-americano e lusófono a receber a Medalha Fields (2014). É cavaleiro da Legião de Honra da França (2015) | [ 5 ]             |
|        | Carlos Eduardo de Matos Bicudo | 28 de novembro de 1937            |                     | Ciências Biológicas    | USP                                       | 07 de maio de 2013 | | [ 6 ]             |
|        | Daniel Mario Ugarte            | 23 de março de 1963               | Argentina           | Ciências Físicas       | UNC, Argentina                            | 07 de maio de 2013 | Responsável pela criação do Laboratório Multi-Usuários de Microscopia Eletrônica do LNLS e seu coordenador (1999 - 2004). Descoberta das “cebolas de carbono” (1992) e desenvolvimento do canhão de elétrons baseado em nanotubos de carbono                          | [ 7 ] [ 8 ] [ 9 ] |
|        | Dario Grattapaglia             | 18 de junho de 1962               |                     | Ciências Agrárias      | UnB                                       | 07 de maio de 2013 | | [ 10 ]            |
|        | Edmo José Dias Campos          | 10 de setembro de 1952            |                     | Ciências da Terra      | UnB                                       | 07 de maio de 2013 | | [ 11 ]            |
|        | Eliete Bouskela                | 15 de fevereiro de 1950           |                     | Ciências da Saúde      | UFRJ                                      | 07 de maio de 2013 | Membro da Academia Nacional de Medicina. Primeira mulher brasileira a integrar Academia de Medicina da França. | [ 12 ]            |
|        | Elson Longo da Silva           | 31 de maio de 1941                |                     | Ciências Químicas      | UNESP                                     | 07 de maio de 2013 | | [ 13 ]            |
|        | Flávio Pereira Kapczinski      | 21 de agosto de 1963              |                     | Ciências da Saúde      | UFRGS                                     | 07 de maio de 2013 | Editor da revista Trends in Psychiatry and Psychotherapy | [ 14 ]            |
|        | Marcello Iacomini              | 25 de junho de 1947               |                     | Ciências Biológicas    | UFPR                                      | 07 de maio de 2013 | | [ 15 ]            |
|        | Marcondes Lima da Costa        | 21 de julho de 1951               | Feijó, AC           | Ciências da Terra      | UFPA                                      | 07 de maio de 2013 | | [ 16 ]            |
|        | Patricia Torres Bozza          | 07 de março de 1967               |                     | Ciências Biomédicas    | UERJ                                      | 07 de maio de 2013 | | [ 17 ]            |
|        | Paulo Mazzafera                | 25 de janeiro de 1961             |                     | Ciências Agrárias      | USP                                       | 07 de maio de 2013 | Editor da Brazilian Journal of Botany, Brazilian Journal of Plant Physiology e Acta Amazonica, Annals of Applied Biology e Food and Energy Security. Foi editor-chefe da Brazilian Journal of Plant Physiology (2001-2006)                                            | [ 18 ]            |
|        | Richard Charles Garratt        | 18 de outubro de 1960             | Inglaterra          | Ciências Biomédicas    | UL, Inglaterra                            | 07 de maio de 2013 | Participou de projetos como a construção da primeira linha PX do LNLS, o Centro de Biotecnologia Molecular Estrutural (CEPID) e o INCT/INBEQMeDI. | [ 19 ]            |
|        | Roberto Mendonça Faria         | 26 de maio de 1952                | Adamantina, SP      | Ciências Físicas       | USP                                       | 07 de maio de 2013 | | [ 20 ]            |
|        | Roger Chammas                  | 03 de abril de 1965               |                     | Ciências da Saúde      | USP                                       | 07 de maio de 2013 | | [ 21 ]            |
|        | Yuan Jin Yun                   | 22 de maio de 1957                |                     | Ciências Matemáticas   | Instituto de Tecnologia de Nanjing, China | 07 de maio de 2013 | | [ 22 ]            |